# Арлетт (фильм)
«Арле́тт» (фр. Arlette) — фильм Клода Зиди.

## Сюжет
40-летняя официантка придорожной забегаловки «Сороконожка» в глубинке Франции Арлетт (Жозиан Баласко) живёт простой провинциальной жизнью, без каких-либо неожиданностей или приключений. Кроме хамоватого начальника, грязных тарелок, грубых посетителей и верной подруги Люси в её жизни есть ещё и отношения с дальнобойщиком Виктором, который даже не удосуживается жениться и не особо церемонится со своей давней подругой...
Арлетт не знает, что её отец-американец, исчезнувший из жизни дочери ещё до её рождения - лежит на смертном одре в Лас-Вегасе: он миллиардер и владелец крупной сети казино. Его последнее желание - увидеть свою дочь, которой он уже отписал всё огромное состояние.
Об этом знают нечистоплотные воротилы игорного бизнеса, которые хотят прибрать к рукам империю умирающего - они начинают спецоперацию по перехвату ни о чём не подозревающей наследницы. С этой целью к Арлетт подсылают красавца и брачного афериста Франка (Кристофер Ламберт), перед которым поставлена цель очаровать её и склонить к браку. Франк, находящийся на крючке у мафии за свои прошлые делишки, идёт "на дело" с равнодушием к дальнейшей судьбе Арлетт, хотя и знает, что после свадьбы его скоро сделают вдовцом, чтобы он переписал уже своё наследство на кого следует.... Но постепенно некрасивая, немолодая, необразованная и, скажем прямо, не слишком деликатная официантка покоряет Франка своей искренностью и великодушием... И вот уже Франк не просто по-настоящему ухаживает за ней, но и пытается спасти ей жизнь...
- Жозиан Баласко — Арлетт
- Кристофер Ламберт — Франк